# Zuzanna Bednarz
Zuzanna Bednarz (* 18. August 2005) ist eine  polnische Tennisspielerin.

## Karriere
Bednarz spielt bislang vor allem Turniere der ITF Juniors World Tennis Tour und der ITF Women’s World Tennis Tour, wo sie bisher einen Doppeltitel gewinnen konnte.
Im August 2021 erhielt sie eine Wildcard für das mit 25.000 US-Dollar dotierte Turnier in Bydgoszcz, wo sie in der ersten Runde Yana Morderger mit 1:6 und 2:6 unterlag. Beim darauffolgenden ITF-Turnier in Radom scheiterte sie bereits in der ersten Runde der Qualifikation an Maileen Nuudi mit 0:6 und 4:6. 2021 konnte sie drei ITF-Jugendturniere gewinnen, das J5 Szczawno Zdroj, J5 Bielsko-Biala und J4 Siroki Brijeg,
Im Juli 2022 erhielt sie eine Wildcard für die Qualifikation zum Hauptfeld im Dameneinzel der BNP Paribas Poland Open, ihrem ersten Turnier auf der WTA Tour.

## Turniersiege

### Doppel
| Nr. | Datum        | Turnier            | Kategorie | Belag | Partnerin          | Finalgegnerinnen   | Ergebnis          |
| --- | ------------ | ------------------ | --------- | ----- | ------------------ | ------------------ | ----------------- |
| 1.  | 3. Juni 2023 | Kuršumlijska Banja | ITF W15   | Sand  | Darja Jessyptschuk | Guo Meiqi Iva Šepa | 7:64, 4:6, [10:8] |